# Судно смешанного плавания
Судно смешанного плавания (судно «река-море») — класс судов, предназначенных для плавания как по морским, так и по внутренним (речным) водным путям. В СССР выделение судов река-море в отдельный конструктивный тип произошло в период 1950-х — 1960-х годов и связано с окончанием глобальной реконструкции водных путей Европейской части страны. Первым судном, специально спроектированным для длительных речных и морских переходов, стал сухогруз река-море типа «Балтийский» (проект 781, 1959 год). Термин Суда смешанного (река — море) плавания впервые вошёл в Кодекс торгового мореплавания СССР в 1969 году и сейчас является официальным. Иногда к судам смешанного плавания относят также мелкосидящие морские суда «море — река», способные заходить в устья рек до тех пор, пока позволяют глубины и габариты судового хода.
Суда смешанного плавания обеспечивают высокую экономическую эффективность при перевозках река-море, обусловленную отсутствием перевалки груза с морских на речные суда и обратно в устьевых портах, а также, в отличие от чисто речных судов, позволяют обеспечить круглогодичную эксплуатацию в незамерзающих морях в зимнее время, когда прекращается речная навигация. Как правило, мореходность судов смешанного плавания ограничена, в связи с этим жестко ограничены и разрешённые районы морского плавания, обусловленные наличием близко расположенных морских портов-убежищ и качеством гидро- и метеопрогнозов.

## Особенности
Конструкция корпуса — одна из главных особенностей судна смешанного плавания. Корпус должен соответствовать ряду противоречивых требований, характерных для речных и морских судов. Как у речного судна, он должен иметь небольшую осадку при ограниченной ширине и длине, обычно обусловленной габаритами шлюзов и каналов, через которые необходимо проходить при пересечении водоразделов рек и морских акваторий. Как у морского судна, корпус должен обеспечивать хорошую остойчивость и достаточную жесткость для плавания на морском волнении. При этом масса конструкций должна быть минимальной для обеспечения экономической эффективности перевозок и уменьшения стоимости строительства.
С целью обеспечения жёсткости на изгиб корпус обычно имеет избыточный надводный борт и смешанную систему набора, где силовые связи палубных и днищевых перекрытий набраны по продольной схеме, а бортовых перекрытий с носовой и кормовой оконечностями по более технологичной поперечной схеме набора. У судов с большим раскрытием трюмов роль продольных палубных силовых связей играют усиленные бортовые стрингеры и комингсы палубных закрытий, непрерывные по всей длине грузовой части судна. Помимо этого, в конструкции применяются низколегированные стали с высоким пределом текучести около 4000 кг/см².
Движительно-рулевой комплекс судов «река-море», как правило, состоит из двух гребных винтов, которые обеспечивают наибольшую эффективность при ограниченной осадке (часто используются кольцевые насадки на гребные винты), а также эффективных подруливающих устройств в носу и корме, позволяющих безопасно маневрировать в узостях каналов и шлюзов.
Для обеспечения остойчивости используется развитая балластная система и диптанки. Так как период качки мелкосидящих судов мал и неблагоприятно действует на самочувствие, устанавливаются эффективные успокоители качки.
Суда смешанного плавания имеют комплекс средств радиосвязи и навигации, обеспечивающий эксплуатацию в речных и морских условиях, оборудуются более эффективными и надёжными чем на речных судах, якорными устройствами, люковыми закрытиями трюмов, морскими спасательными средствами. Особенности имеют и другие судовые системы и механизмы.

## Классификация
Российский морской регистр судоходства
- R2-RSN (до 1995 года - IIСП) — смешанное (река-море) плавание на волнении 6,0 м с удалением от места убежища в открытых морях не более 50 миль, с расстоянием между местами убежища не более 100 миль, в закрытых морях не более 100 миль и допустимым расстоянием 200 миль.
- R3-RSN (до 1995 года —IIIСП) — смешанное (река-море) плавание на волнении не более 3,5 м с максимальным удалением от места убежища на 50 миль[6].

Российский речной регистр
- М-СП — Нормативная высота волны, 3,5 м;
- М-ПР — Нормативная высота волны, 2,5 м;
- О-ПР — Нормативная высота волны, 2,0 м.

(высота волн указана при обеспеченности 3 % и условии суммарной повторяемости ≤5 %).
По габаритным размерам
Так как с увеличением грузоподъёмности судна эффективность перевозок увеличивается, наибольшее распространение получили суда максимально возможных размеров, которые допускают данные путевые условия (габариты шлюзов, глубина).
- «Волго-Дон» — Волго-Донской канал.
- «Волго-Балт» — Волго-Балтийский канал.
- «Днепро-макс» — Днепровский бассейн.
- «Лена макс» — Ленский бассейн.

## История
Начало строительства судов смешанного река-море плавания в СССР относится к середине 1960-х годов и связано с завершением создания Единой глубоководной системы Европейской части страны, соединившей внутренними водными путями, проходившими через наиболее экономически развитые районы страны, Балтийское, Северное, Белое, Каспийское и Чёрное моря. Каскады водохранилищ, судоходных каналов и шлюзов на реках Волга, Дон, Кама обеспечивали сквозной проход больших судов с осадкой до 3,5 м. Последовавший за этим быстрый рост речных перевозок и стремительное обновление речного флота обострило проблему перевалки большого объема грузов в устьевых портах с речных на морские суда и обратно. На это терялось много времени и ресурсов, морские суда затрачивали на перегрузку до 60 % времени рейса и превращались во временные склады, что приносило значительные убытки. Аналогичная проблема существовала на сибирских реках, по которым через Северный морской путь осуществлялся северный завоз и в бассейне реки Амур, с выходом на побережья Охотского моря, Сахалина, Японии Кореи и Китая. Создание судов смешанного плавания осложнялось тем, что развитие речного и морского судостроения издавна шло различными путями, различались не только технические аспекты, но и нормативные требования, предъявляемые Речным и Морским регистрами судоходства.
Ведущую роль в разработке первых судов смешанного плавания сыграли КБ завода «Красное Сормово» и ЦКБ-51 «Волгобалтсудопроект». В 1947 году в ОГК «Красного Сормова», под руководством В. М. Керичева) был разработан новый речной сухогруз типа «Большая Волга» (пр. № 11), который сочетал в себе удачные конструктивные и технологические решения и был рассчитан для эксплуатации в условиях Единой глубоководной системы Европейской части СССР. Дальнейшим развитием этого проекта стали первые суда класса «река-море» типа «Балтийский» проект № 781 (1959 г. А. А. Животовский, Г. Д. Зиненко), выпуск их начался еще до полного завершения строительства Волго-Балтийского канала, объединившего единым глубоководным путем северные и южные моря СССР.

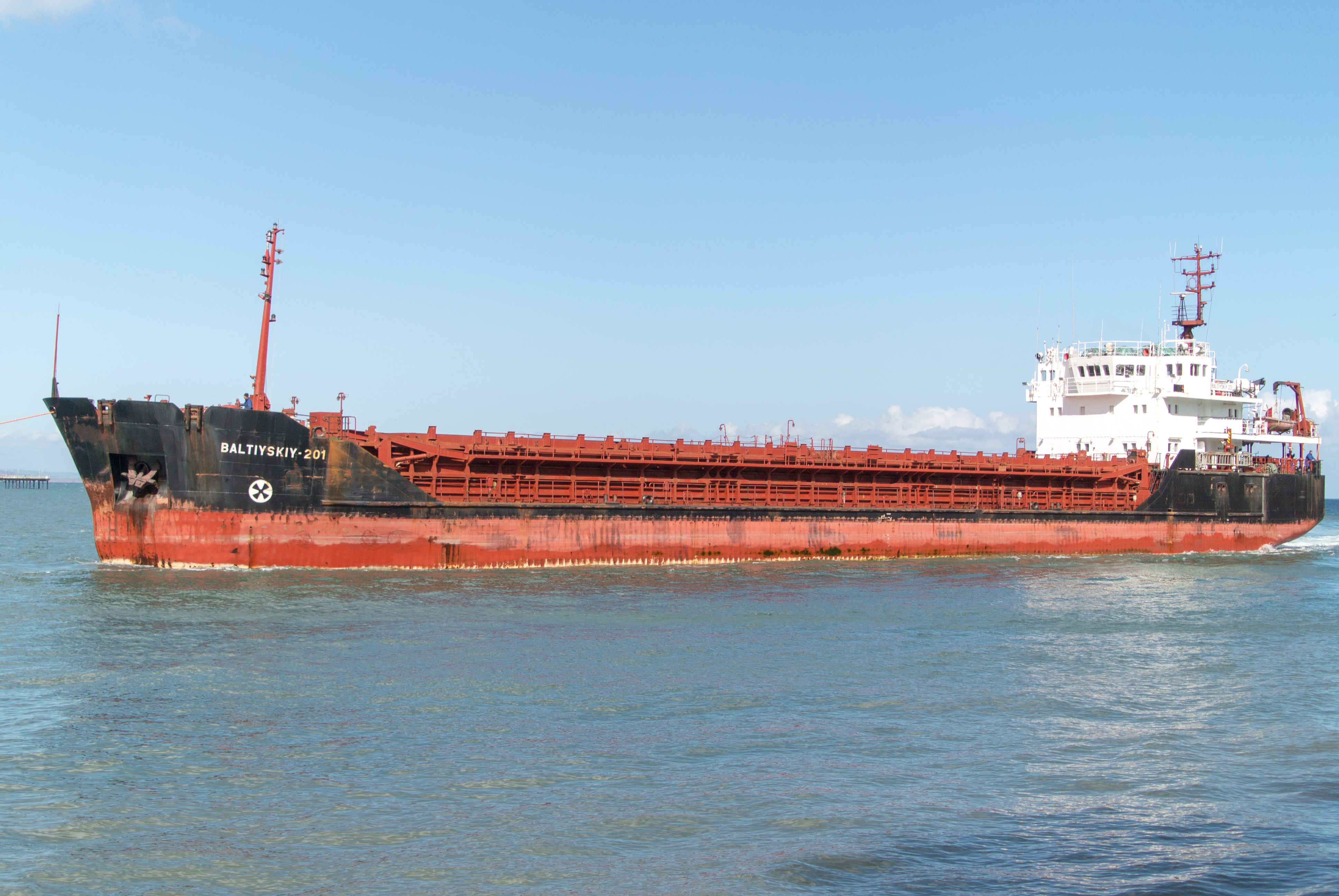
Судно Балтийский-201

Впервые удалось создать теплоход на класс Морского Регистра СССР с ограничениями на плавание в морских условиях в котором были учтены габариты шлюзов и глубины будущей водной системы. В 1962 году завод «Красное Сормово» построил первое судно этого типа «Балтийский-1», серийная постройка продолжилась на Калининградском и Гороховецком судостроительных заводах, последующие суда также именовались «Балтийский» с добавлением номера в серии.
В 1964 году была открыта навигация по Волго-Балтийскому водному пути, одной из первых транспортных операций, осуществленных судами смешанного плавания, стал рейс сухогруза Беломорско-Онежского пароходства «Балтийский-18». Судно с грузом апатитового концентрата совершило рейс из порта Мурманска в Баку за 15 суток, пройдя 5540 км через Баренцево, Белое и Каспийское моря, Беломорско-Балтийский и Волго-Балтийский каналы. Перевозка груза обошлась на 30 % дешевле железнодорожной.

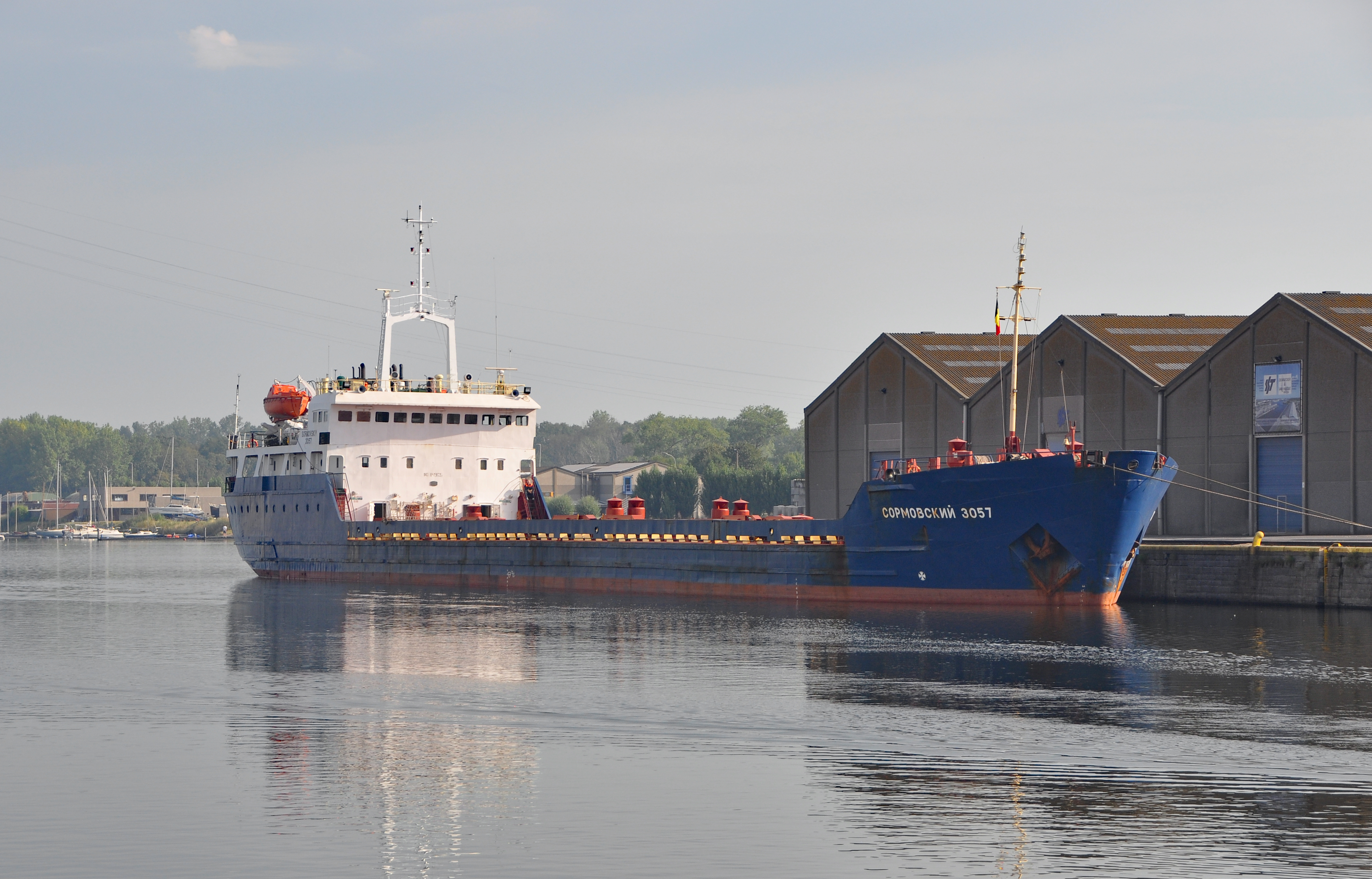
Судно Сормовский-3057

Дальнейшим развитием судов смешанного плавания стала серия близких проектов (в том числе и на классы Речного Регистра РСФСР «О» и «М»), наиболее массовым из которых стал теплоход «река-море» типа «Сормовский» грузоподъёмностью 2700—3000 тонн, выпускавшийся в различных модификациях с 1967 по 1990 год, на них осуществлялись основные перевозки в загранплавании. Суда смешанного плавания строились на многих судостроительных заводах СССР, позднее заказы стали размещать также на верфях Финляндии, Чехословакии, Австрии, Болгарии, Японии. Иногда суда классов Речного регистра «О» и «М» дооборудовались до требований судов смешанного плавания «река-море».
В 1972 году за создание судов смешанного плавания и активное участие в освоении высокоэффективных бесперевалочных перевозок грузов была присуждена Государственная премия СССР. Лауреатами стали директор завода Красное Сормово Михаил Афанасьевич Юрьев, главный конструктор завод Альберт Абрамович Животовский, главный технолог Георгий Николаевич Лотович, главный конструктор проекта Георгий Данилович Зиненко, начальник цеха Борис Петрович Шайдаков, директор Волгоградского судостроительного завода Виктор Иванович Турбин, главный специалист Главного управления министерства Юрий Евгеньевич Грибанов, начальник управления министерства Дмитрий Дмитриевич Покровский, капитаны теплоходов Леонид Лазаревич Хотькин, Александр Васильевич Петров, капитан танкера Александр Петрович Ильин, начальник Волго-Донского речного пароходства Виктор Львович Успенский.
Район плавания судов типа река-море охватывал северное и средиземноморское побережья Европы и Северной Африки, Северное и Дальневосточное побережье СССР, Кореи, Китая, Японии. Бесперевалочные экспортно-импортные перевозки, приносили высокие доходы и стали заметным источником валютных поступлений. Суда река-море охотно фрахтовались иностранными фрахтователями. В период с 1970 по 1990 год объемы перевозимых по водным путям грузов в заграничном сообщении выросли почти в шесть раз. Наиболее активно суда смешанного плавания использовали Северо-Западное, Беломоро-Онежское, Волжское и Волго-Донское пароходства.